# Ёмихон
Ёмихон (яп. 読本, букв. «книга для чтения») — литературный жанр в Японии, получивший распространение во второй половине эпохи Токугава.

## Происхождение и развитие жанра
Наибольшее влияние на становление жанра ёмихон в Японии сыграли художественные произведения китайских авторов, написанные на разговорном языке, в особенности роман «Речные заводи», переведенный Окадзима Кандзаном и впоследствии ставший популярным произведением в Японии эпохи Токугава. На развитие жанра оказали влияние и японские искусства, такие как пьесы дзёрури и кабуки.
Как самостоятельный литературный жанр ёмихон оформился во второй половине восемнадцатого столетия, когда творили выдающиеся писатели района Осака и Киото Такабэ Аятари и Уэда Акинари. На рубеже XVIII и XIX веков творческое ядро писателей жанра ёмихон переместилось на северо-восток, в Эдо, где направление расцвело по-новому благодаря таланту писателей Такидзава Бакина и Санто Кёдэна, привнесших элементы китайской морали и конфуцианские этические ценности в свои работы
Будучи не столь развлекательными, как популярные в то время произведения жанров кокэйбон и сярэбон, ёмихон, написанные в трудночитаемом стиле, где современный разговорный японский употреблялся наравне с классическим литературным, а также отсутствие изображений в книге, делали чтение литературы этого жанра привилегией преимущественно образованных представителей из самурайской и городской среды. Позволить себе приобретение этих относительно дорогих книг могли также не все.

## Особенности жанра
Доминирующей темой произведений жанра ёмихон является верность — как самурайская верность своему вассалу, так и верность сына своему отцу. В ёмихон инкорпорировались сюжеты из классических китайских и японских произведений. Характерной чертой жанра является проявление буддийской концепции кармического воздаяния и восхваление высоких моральных принципов. В различных произведениях можно обнаружить отдельные элементы, характерные как романтизму, так и сентиментализму. Сюжет выстроен по драматической структуре.

## Произведения
- Такабэ Аятари — «Повесть о Нисияма» («Нисияма моногатари», 1768)
- Уэда Акинари — «Луна в тумане» (1776)
- Такидзава Бакин — «Шифры Такао» («Такао сэндзимон», 1796)
- Цуга Тэйсё — «Приключения Ёсицунэ» («Ёсицунэ бандзяку-дэн», 1806)
- Такидзава Бакин — «Лунный серп: Приключения Тамэтомо» («Тинсэцу юмихаридзуки», 1806—1811)
- Санто Кёдэн — «Повесть о цветке Удумбара» («Удонгэ моногатари», 1804)
- Санто Кёдэн — «Рассказ о принцессе Цветущая Вишня» («Сакурахимэ дзэндэн акэнобо дзоси», 1805)
- Уэда Акинари — «Рассказы о весеннем дожде» (1809)
- Такидзава Бакин — «Путешествия Асахина Ёсихидэ» («Асахина симамэгури но ки», 1814—1827)
- Такидзава Бакин — «Сатоми и восемь „псов“» («Нансо Сатоми хаккэндэн», 1814—1842)